# SKT
SKT, pseudonimo di Stefano Enrico Trombetta (12 dicembre 1998), è un rapper e produttore discografico italiano naturalizzato britannico.

## Biografia

### Gli inizi:Hidden Heartaches,Heartse i primi singoli (2015-2020)
Nasce in Calabria ma cresce a Thornton Heath (South London). Nel 2015 ha pubblicato il suo primo brano, chiamato Bad Dream 2015 su SoundCloud. Il 17 aprile 2016 è uscito sempre su SoundCloud Hidden Heartaches, il suo primo album, contenente un totale di dieci tracce, compresi il singolo dell'anno precedente e un feauturing con Nate Mills nel brano Through The Rough.
Il 13 agosto 2017 ha pubblicato l'album Hearts, oltre che su SoundCloud anche su Spotify e Apple Music, contenente nove tracce compresi i featuring con Inks (No Life), VX Ells (Not the Same) e Du$e (Night Show) e WAVE, il cui videoclip, il primo di SKT, viene caricato su YouTube il 3 dicembre 2017.

### Popolarità in Inghilterra e contratto discografico (2020-2021)
Nel corso del 2020 ottiene una certa popolarità nel Regno Unito con i singoli GELATO e OUT DA SAFE, quest'ultimo in collaborazione con G!FT, tanto che i due brani totalizzino mezzo milione di streaming ciascuno su Spotify entro i primi mesi del 2021.
In questo periodo firma con l'etichetta discografica Rebel Records. Poco dopo la firma, esce il singolo CAN'T BE ME e il freestyle GODFATHER FREESTYLE, in grado di ottenere un discreto successo in Inghilterra.

### Primi successi in Italia eYOUNG SK(2021-2022)
A settembre 2021 partecipa a Hood Heat Cypher, Vol. 2 del producer Charlie Sloth, condiviso dal rapper italiano Rondodasosa nelle storie di Instagram. Tra l'autunno e la primavera seguente escono diversi singoli, su tutti 2 JIGGY, a dicembre, e LONDON DRIP, a maggio, creandosi un certo seguito anche in Italia. Sempre nella prima metà del 2022 apre i concerti londinesi di Tion Wayne e Sfera Ebbasta, e al seguito di quest'ultimo rilascia un'intervista su Mediaset Infinity.
Ad agosto partecipa al producer album di Thierry cantando nella traccia Fo' the Bag. Nella stessa estate ottiene una certa popolarità anche in Italia diffondendo la sua musica tra i giovanissimi tramite il social network cinese TikTok, con cui promuove i suoi brani, su tutti Tony Montana e VIDA LOCA FREESTYLE (più volte remixato dallo stesso artista sulla piattaforma e pubblicato con l'etichetta Orangle Records), impiegandoli come sottofondo musicale dei suoi video brevi, alcuni dei quali riescono a superare il milione di visualizzazioni. Il 16 dicembre 2022 esce l'EP YOUNG SK, contenente sei brani per un totale di otto minuti, interamente cantati e musicati da SKT e, in tre brani, musicati dal producer Marco OnTheBeat. All'interno del disco trovano un certo successo Tony Montana, pubblicato in estate e incluso nell'EP, Calabritish, entrambi in grado di raggiungere e superare i 2.000.000 di stream su Spotify, e No DM.

### Consacrazione in Italia:110% Freestyle,Top Boye featuring con la scena emergente (2023-2024)
Nei quattro mesi successivi all'uscita dell'EP pubblica il singolo SOUTHSIDE e alcuni freestyle. Il 14 aprile 2023 collabora con Rossella Essence e ayo ally per il singolo GSM, distribuito dall'etichetta Universal Music. L'11 Giugno pubblica il singolo Calabritish 2, stavolta con la collaborazione di Camil Way e AJ AJ, due rapper calabresi rispettivamente di Crotone e di Cosenza. Nello stesso mese esce 110% FREESTYLE. Entrambi i brani sono cantati alternando l'inglese, l'italiano e il dialetto calabrese e nei mesi successivi ottengono una certa popolarità in tutta Italia, come i singoli dell'anno precedente, grazie al loro impiego in numerosi video brevi caricati sulla piattaforma cinese, tanto che la seconda riesca a raggiungere 2.500.000 stream entro la fine dell'anno successivo. Il 26 ottobre prende parte a Real Talk con il brano Smokin' Hot, musicato da Marco OnTheBeat.
A fine 2023 collabora con il rapper emergente Lil CR per il singolo Top Boy, inserito nell'EP UNA PREGHIERA FREESTYLE del 5 gennaio 2024 e contenente un totale di quattro tracce. Sia Top Boy che SWEET ONE, pubblicato a febbraio 2024, ottengono una certa popolarità tra i giovani, tanto che il primo è riuscito a superare il milione di ascolti su Spotify entro fine anno. Sempre durante i primi mesi dell'anno, collabora come artista ospite per i singoli degli emergenti LL Rocky (Need Time), 2ENNY (Burberry) e Neyman (21) e a inizio maggio fa uscire il singolo RE CARLO. In estate pubblica il singolo BONNIE E CLYDE e collabora come artista ospite per i singoli degli emergenti F4 (CALABABY WAVE) e Baby Sosa (PICCIRIDDU).

### Collaborazioni con Caldo, Shaka Muni e Black Prince (2024-2025)
Dopo aver pubblicato il singolo LIKE KANYE, Pt. 1 nel mese di settembre, negli ultimi mesi del 2024 collabora con il rapper anglo-calabrese Caldo nei brani UK FLOW, LIKE KANYE, Pt. 2 e COLD OUTS!DE, riscuotendo un certo successo sia in Italia che nel Regno Unito. Nello stesso periodo collabora con Shaka Muni e BLACK PRINCE per il singolo OUTSIDE e pubblica i singoli da solista PRONTO e NON SEI RESIDENTE FREESTYLE.

## Discografia

### Album
- 2016 - Hidden Heartaches
- 2017 - Hearts

### EP
- 2022 - YOUNG SK
- 2024 - UNA PREGHIERA FREESTYLE

### Singoli

#### Da solista
- 2018 - On My Mind
- 2018 - What You Need
- 2019 - SK WAYY
- 2020 - GELATO
- 2020 - OUT DA SAFE (feat. G!FT)
- 2020 - MAD?
- 2020 - CHEFFIN
- 2020 - TO THE LEFT (feat. Mally)
- 2020 - STACK YOUR CAKE
- 2021 - CAN'T BE ME
- 2021 - GODFATHER FREESTYLE
- 2021 - Red Ferrari
- 2021 - 2 JIGGY
- 2022 - 6AM IN MILANO
- 2022 - LONDON DRIP
- 2022 - VIDA LOCA FREESTYLE
- 2023 - SELFISH
- 2023 - SOUTHSIDE
- 2023 - CALABAI
- 2023 - JACKSON 5 FREESTYLE
- 2023 - CALABRITISH 2 (feat. Camil Way, AJ AJ)
- 2023 - 110% FREESTYLE
- 2023 - C'EST LA VIE
- 2024 - SWEET ONE
- 2024 - RE CARLO
- 2024 - BONNIE E CLYDE
- 2024 - LIKE KANYE, Pt. 1
- 2024 - PRONTO
- 2024 - NON SEI RESIDENTE FREESTYLE
- 2025 - JOE CASSANO TRIBUTE

#### Come artista ospite
- 2018 - Zonin' (G!ft feat. SKT)
- 2022 - VIP remix (Ram feat. SKT)
- 2022 - Fo' the Bag (Thierry feat. SKT)
- 2023 - Smokin' Hot (Real Talk feat. SKT)
- 2024 - Need Time (LL Rocky feat. SKT & J4F)
- 2024 - Burberry (2ENNY feat. SKT)
- 2024 - 21 (Neyman feat. SKT)
- 2024 - CALABABY WAVE (F4 feat. SKT)
- 2024 - PICCIRIDDU (Baby Sosa feat. SKT)

### Collaborazioni
- 2021 - Hood Heat Cypher, Vol. 2 (Charlie Sloth feat. SKT, Cristale, Mugun & Diondrey)
- 2023 - GSM (SKT, Rossella Essence & ayo ally)
- 2024 - UK FLOW (SKT & Caldo)
- 2024 - OUTSIDE (SKT, Shaka Muni & BLACK PRINCE)
- 2024 - LIKE KANYE, Pt. 2 (SKT & Caldo)
- 2024 - COLD OUTS!DE (SKT & Caldo)